# Euippo
Euippo (in greco Εῦιππόν), personaggio dell'Iliade (XVI, vv. 416-418), fu un guerriero troiano. 
Euippo fu ucciso da Patroclo nell'azione bellica descritta nel libro XVI dell'Iliade relativo alla battaglia delle navi.
()